# Гоплет
Гоплет (др.-греч. Ὁπλής) — персонаж древнегреческой мифологии. Сын Иона, правителя Афин, по имени которого афиняне и переселенцы из Афин в Малую Азию стали называться ионийцами, а область их расселения — Ионией. По преданию, по имени Гоплета и трех его братьев Гелеонта, Эгикорея и Аргада стали называться четыре филы, на которые при Ионе разделились ионийцы в Аттике (гоплеты, гелеонты, айсихоры (эгикореи) и аргады). Название и количество фил у ионийцев сохранилось и в Малой Азии. Гоплет также является отцом Меты и тестем афинского царя Эгея.